# 4209 Briggs
Briggs (asteroide 4209) é um asteroide da cintura principal com um diâmetro de 25,63 quilómetros, a 2,8729954 UA. Possui uma excentricidade de 0,0889854 e um período orbital de 2 045,54 dias (5,6 anos).
Briggs tem uma velocidade orbital média de 16,77211903 km/s e uma inclinação de 21,60825º.
Este asteroide foi descoberto em 4 de Outubro de 1986 por Eleanor Helin.